# أنسسير أوتو
أنسسير أوتو (بالإنجليزية: Ansger Otto)‏ (17 أكتوبر 1989 في غانا – )؛ هو لاعب كرة قدم كان يلعب كمهاجم.

## وصلات خارجية
- أنسسير أوتو على موقع Soccerway.com (الإنجليزية)